# Arminas Narbekovas
Arminas Narbekovas, litovski nogometaš, * 28. januar 1965, Gargždai, Litva.
Sodeloval je na nogometnemu delu poletnih olimpijskih iger leta 1988.
V letih 1985−1988 je bil štirikrat zapored izbran za litovskega nogometaša leta. Leta 2003 pa je bil izbran za najboljšega litovskega nogometaša v zadnjih 50-tih letih.